# Piccadilly Medal
De Piccadilly Medal was een golftoernooi dat deel uitmaakte van de Europese PGA Tour.
Het toernooi werd gespeeld van 1962 tot 1976. Tot 1967 werd het gespeeld als strokeplay toernooi. In 1968 werd het eenmalig gespeeld als fourball matchplay toernooi, daarna werd het een matchplaytoernooi, waarbij de matchplay regels werden toegepast maar de uitslag in strokes was. 
Het laatste jaar kreeg de winnaar £38,912.  

## Winnaars
| Jaar                               | Baan                               | Winnaar                            | Score                              |                                    |                                    |
| Piccadilly Tournament (strokeplay) | Piccadilly Tournament (strokeplay) | Piccadilly Tournament (strokeplay) | Piccadilly Tournament (strokeplay) | Piccadilly Tournament (strokeplay) | Piccadilly Tournament (strokeplay) |
| ---------------------------------- | ---------------------------------- | ---------------------------------- | ---------------------------------- | ---------------------------------- | ---------------------------------- |
| 1962                               | Southport and Ainsdale Golf Club   | Peter Thomson                      | 283                                |                                    |                                    |
| 1963                               | Niet gespeeld                      | Niet gespeeld                      | Niet gespeeld                      |                                    |                                    |
| 1964                               | The Wentworth Club                 | Jimmy Martin                       | 268                                |                                    |                                    |
| 1965                               | The Wentworth Club                 | Peter Butler                       | 267                                |                                    |                                    |
| 1966                               | The Wentworth Club                 | Bernard Hunt                       | 262                                |                                    |                                    |
| 1967                               | The Wentworth Club                 | Peter Butler                       | 263                                |                                    |                                    |
| Piccadilly Fourball (matchplay)    |                                    |                                    |                                    |                                    |                                    |
| 1968                               | The Wentworth Club                 | R. H. Emery & H. Jackson           |                                    |                                    |                                    |
| Piccadilly Medal (matchplay)       |                                    |                                    |                                    |                                    |                                    |
| 1969                               | Prince's Golf Club, Sandwich       | Peter Alliss                       | 149                                |                                    |                                    |
| 1970                               | Southerndown Golf Club             | John Lister                        | 134                                |                                    |                                    |
| 1971                               | Southerndown Golf Club             | Peter Oosterhuis                   | *                                  |                                    |                                    |
| 1972                               | Hillside Golf Club                 | Tommy Horton                       | 157                                |                                    |                                    |
| 1973                               | Coventry Golf Club                 | Peter Oosterhuis                   | 67                                 |                                    |                                    |
| 1974                               | Coventry Golf Club                 | Maurice Bembridge                  | 65                                 |                                    |                                    |
| 1975                               | Coventry Golf Club                 | Bob Shearer                        | 70                                 |                                    |                                    |
| Piccadilly Medal (strokeplay)      |                                    |                                    |                                    |                                    |                                    |
| 1976                               | Coventry Golf Club                 | Sam Torrance                       | 277                                |                                    |                                    |

* In 1971 stond Peter Oosterhuis zoveel voor dat de overwinning hem werd gegeven.